# 蘇爾斯科耶
苏尔斯科耶（羅馬化：Surskoye）是俄罗斯乌里扬诺夫斯克州的市级镇，为该州苏尔斯科耶区行政中心及规模最大聚居地，也是该区唯一的一座市级镇。地处乌里扬诺夫斯克州西北部，位于州府乌里扬诺夫斯克西北方，西距乌里扬诺夫斯克州与莫尔多瓦共和国边界约11公里（通过公路）。伏尔加河流域苏拉河从该镇东侧流过，另有普罗姆扎河和斯图杰涅茨河穿过该镇。
连接州府乌里扬诺夫斯克与莫尔多瓦共和国首府萨兰斯克的R178公路经过该镇。
该地2022年人口有5,872人；2010年人口6,852；2002年人口7,389；1989年人口7,716。